# 乞胸
乞胸（ごうみね）または（ごうむね）は、江戸時代に江戸市中などで、万歳や曲芸、踊りなど、さまざまな大道芸をおこない金銭を乞うた者。乞食（物貰い）の一種であり、元侍や町人、あるいは身元が不明な者が乞胸となった。身分的には町人に属したが、穢多頭の弾左衛門の支配下に置かれ、稼業としては非人と同等とされた。乞胸をする場合は非人頭から鑑札（許可証）をもらい、老人と障害者以外は一定額の上納金を納めなければならなかった。非人同様、編笠をかぶり門付もしていたが、非人の職域を荒らさないために、のちに乞胸の門付は禁じられ、主に広場や路上で芸を見せた。

## 芸の種類
『乞胸頭家伝』には、以下の12の芸種が挙げられている。
- 綾取り - 竹に房をつけ、これを投げて取る芸。
- 猿若 - 顔を赤く染めて芝居をする芸。一人狂言。
- 江戸万歳 - 三河万歳の真似をする芸。二人で行なう。
- 辻放下 - 玉かくし、あるいは手玉を使う芸。
- 操り - 人形を操って見せる芸。
- 浄瑠璃 - 義太夫節や豊後節などの節をつけて物語などを語る芸。
- 説教 - 昔物語に節をつけて語る芸。
- 物真似 - 歌舞伎の口上や鳥獣の鳴声をまねる芸。
- 仕形能 - 能の真似をする芸。
- 物読み - 古戦物語の本などを読む芸。
- 講釈 - 太平記あるいは古物語を語り、講釈する芸。
- 辻勧進 - 芸のできない者や子供らが、往来に座って金銭を乞うこと。

## 起こり
さまざまな雑芸を演じてわずかな報酬をえて生計をたてる物もらいは、室町時代末期の『三十二番職人歌合』にすでに、編笠をかぶり、手で裸の胸を叩く風情が描かれている。胸叩など、こうした路上芸が乞胸の起源とされる。乞胸の名の由来は「先方の胸中の志を乞う」ところからきたとする語源説もある。芸能に対してある種の羨望と崇敬がありながら、彼らが賤民とされたのは、人の気を引き、金銭を得んがために演じる芸能は賤しいとする考えと、その非生産的な生活態度にあったとされる。

## 歴史
江戸幕府ができると、多くの大名家が取り潰され、職を失った大量の浪人が溢れた。長嶋礒右衛門という浪人が食うに困った浪人仲間を集めて寺社の境内や空き地で草芝居や見世物をして生計を立てていたが、非人頭の車善七から手下の生業が邪魔されると苦情が持ち込まれ、慶安年中(1650年代)、身分を町人に落としたうえ、乞胸稼業においては善七の支配下に入る取り決めがなされた。
善七のもと、磯右衛門が乞胸頭になり、町人、または身元の明らかでない者で乞胸を稼業する者には「鑑札」を渡し、一人につき18文ずつ毎月徴収した。乞胸頭は無許可で大道芸をする者を取り締まり、その世話と管理をし、浅草溜（善七が管理していた医療刑務所のような施設）の火事の際には囚人の警固もした。その後、1843年（天保14年）の天保の改革で、それまで江戸の各所に住んでいた乞胸も、非人同様、幕府によって一か所に集まって住むように命じられた。
明治4年(1871年)の身分制の解放令で乞胸の名称は廃止された。欧米でのジャポニスムの影響で、乞胸たちの芸も海外で好評を得、開国後の明治から大正にかけて芸人たちの渡航が一時盛んになったものの、国内にあってはハレの場から追放されていき、彼らが育んできた日本の伝統的な大道芸は次第にその姿を消していった。